# Kris Commons
Kristian Arran „Kris“ Commons (* 30. August 1983 in Mansfield, England) ist ein ehemaliger schottischer Fußballspieler.

## Karriere

### Stoke City
Kris Commons wechselte bereits in der Jugend von seinem Heimatverein Notts County zu Stoke City. Dort unterschrieb er 2000 im Alter von 17 Jahren seinen ersten Profivertrag. Sein Debüt feierte ein gutes Jahr später im Ligapokal gegen den FC Blackpool. Bereits zu Beginn seiner Spielerlaufbahn erlitt Commons seine erste schwere Verletzung und fiel mit einem Kreuzbandriss ein Jahr aus. Unter dem neuen Trainer Tony Pulis fand er jedoch schnell zu seiner früheren Form zurück und kam beständig in der Startformation zum Einsatz. Stoke City hatte in der Saison 2001/02 den Aufstieg in die zweitklassige First Division erreicht und verbrachte dort auch die kommenden zwei Jahre, ehe sich Commons 2004 zu einem Wechsel zu Nottingham Forest entschied.

### Nottingham Forest
Auch seine neue Mannschaft war zu diesem Zeitpunkt in der zweiten englischen Liga aktiv. Zu Saisonbeginn 2004/05 erhielt diese Spielklasse durch eine Umstrukturierung den Namen Football League Championship. Commons (30 Spiele/6 Tore) erwischte bei seinem neuen Verein einen denkbar schlechten Start. Trainer Joe Kinnear trat aufgrund anhaltender Erfolglosigkeit bereits in der Hinrunde zurück. Seine Nachfolger wurde Gary Megson, doch auch unter ihm fand Forest nicht in die Erfolgsspur zurück und stieg am Saisonende in die dritte Liga ab. Seine Mitspieler Michael Dawson und Andy Reid wechselten bereits vor Jahresende zum Erstligisten Tottenham Hotspur. Nach Platz sieben 2005/06, erreichte Nottingham 2006/07 unter dem neuen Trainer Colin Calderwood den Einzug in die erste Play-off-Runde, scheiterte dort jedoch an Yeovil Town. Kris Commons erzielte in 34 Ligaspielen zehn Tore. Das Folgejahr sorgte für eine erneute Leistungssteigerung und gipfelte im Aufstieg in die zweite Liga durch einen zweiten Tabellenplatz hinter Swansea City. Commons steuerte in 39 Spielen noch einmal neun Tore zum Aufstieg bei und wurde in die Mannschaft des Jahres der dritten Liga gewählt. Er entschied sich in der Folge jedoch für einen ablösefreien Vereinswechsel zu Derby County.

### Derby County
Sein neuer Verein war in der Saison 2007/08 aus der Premier League abgestiegen und verbrachte die neue Spielzeit daher wie Nottingham Forest in der zweiten Liga. Den erhoffte Wiederaufstieg verpasste seine neue Mannschaft deutlich, dafür gelang der Einzug ins Halbfinale des englischen Ligapokals. Nach einem 1:0-Heimsieg durch ein Tor von Commons scheiterte Derby jedoch nach einer 2:4-Niederlage im Rückspiel an Manchester United. Zusätzlich erreichte der Verein den Einzug in die 5. Runde des FA Cups. In der vierten Runde kam es dabei zum Duell mit dem East-Midlands-Rivalen Nottingham Forest. Nach einem 1:1 im Hinspiel gewann Derby das Wiederholungsspiel im City Ground durch ein ausgezeichnetes Tor von Kris Commons in der 74. Minute mit 3:2. Dies war für Derby zudem der erste Sieg in Nottingham seit über 30 Jahren. In 34 Ligaspielen erzielte Kris Commons fünf Tore. In der Saison 2009/10 verletzte sich Commons (20 Spiele/3 Tore) im Februar bei einem Spiel gegen Swansea City und kam erst kurz vor Saisonende wieder zum Einsatz.

### Celtic Glasgow

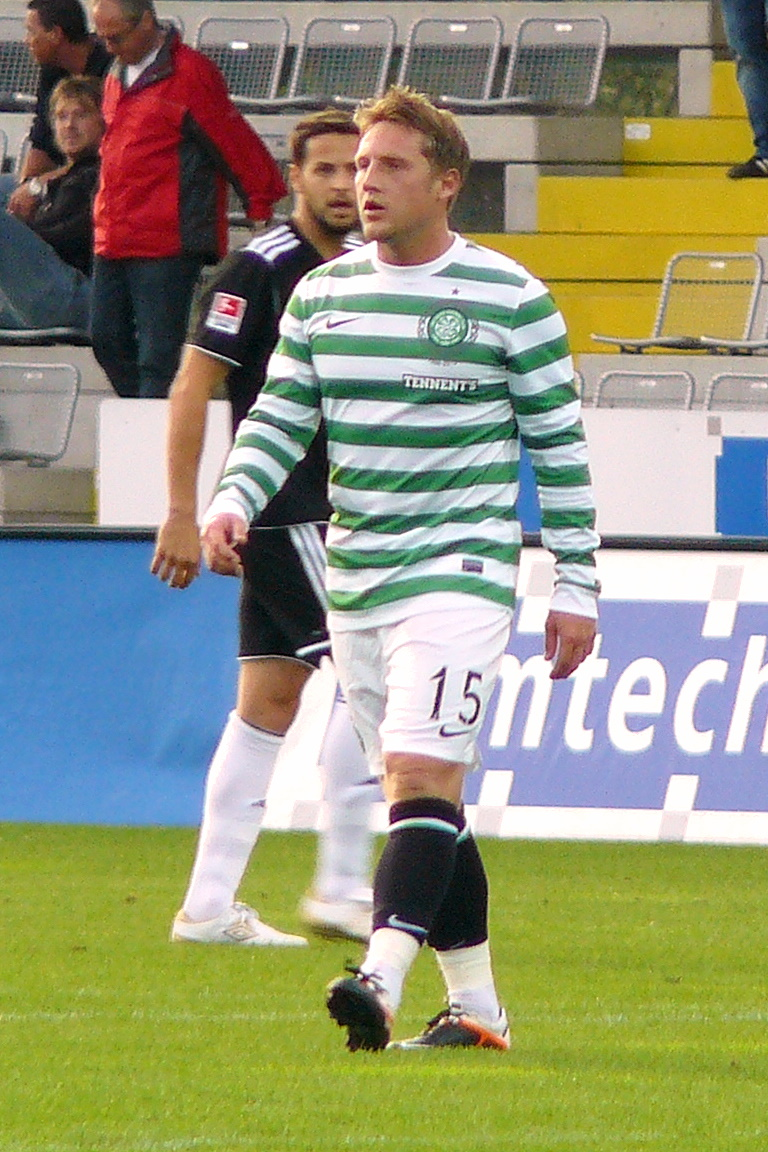
Kris Commons im Trikot von Celtic (2012)

Am 27. Januar 2011 wechselte Commons für kolportierte 500.000 Pfund zu Celtic Glasgow, wo er einen Vertrag bis 2014 unterschrieb. Zuvor hatte er einen Wechsel zum Erzrivalen Glasgow Rangers abgelehnt. Bereits zwei Tage später debütierte Commons im Halbfinale des Scottish League Cup gegen den FC Aberdeen für seinen neuen Arbeitgeber, welchen er nach nur sechs Minuten mit einem sehenswerten Heber aus etwa 20 Metern in Front brachte. Commons legte damit die Grundlage für den 4:1-Sieg seiner Farben. Sein Debüt in der Scottish Premier League (SPL) feierte Commons am 1. Februar 2011, erneut hieß der Gegner Aberdeen. Beim überlegenen 3:0-Sieg von Celtic blieb ihm jedoch sein erster Ligatreffer verwehrt, Commons scheiterte in aussichtsreicher Position am Pfosten.
Im Dezember 2016 wurde Commons für zwei Monate an Hibernian Edinburgh verliehen. Sein Debüt gab er einen Tag nach seiner Verpflichtung gegen Greenock Morton, als er für Liam Fontaine eingewechselt wurde.

### Schottische Nationalmannschaft
Der gebürtige Engländer Kris Commons erhielt aufgrund seiner schottischen Großeltern die Möglichkeit für die schottische Fußballnationalmannschaft zu spielen. Am 12. August 2008 feierte er sein Debüt in einem Freundschaftsspiel gegen die nordirische Fußballnationalmannschaft. Am 6. September 2008 kam er zudem in der Qualifikation für die Fußballweltmeisterschaft 2010 in Südafrika zum Einsatz. Gegner in dieser Partie war die mazedonische Fußballnationalmannschaft.

## Erfolge
- Schottischer Ligapokal: 2015, 2017
- Schottischer Pokalsieger: 2011, 2013
- Schottischer Meister: 2012, 2013, 2014, 2015, 2016